# Charlotte Stewart
Charlotte Stewart (n. 27 februarie 1941, Yuba City, California, SUA) este o actriță americană de film și televiziune.

## Biografie
Stewart este cunoscută pentru rolul profesoarei Beadle din serialul Căsuța din prerie⁠(d) (1974-1983) și pentru aparițiile sale în filmele regizorului David Lynch.
Stewart a absolvit Pasadena Playhouse⁠(d). Primul său rol a fost în episodul „The Glass Cage” din serialul The Young Loretta Show⁠(d). Aceasta a apărut în numeroase seriale de televiziune, de la Bonanza la The Office și a interpretat rolul lui Betty Briggs în Twin Peaks. De asemenea, a apărut și în reclame de televiziune. În filme, a avut roluri în Eraserhead și Tremors. În 1961, și-a întâlnit primul soț - Tim Considine⁠(d) - pe platourile de filmare ale serialului My Three Sons⁠(d).
In 2016, Stewart și-a publicat memoriile într-o lucrare intitulată Little House in the Hollywood Hills.

## Filmografie

### Filme
| An   | Titlu                              | Rol                         | Note                                         |
| ---- | ---------------------------------- | --------------------------- | -------------------------------------------- |
| 1961 | V.D.                               | Judy Jackson                | Filmul a apărut și cu titlul "Damaged Goods" |
| 1965 | The Slender Thread                 | operatorul de telefonie     |                                              |
| 1967 | Doctor, You've Got to Be Kidding!  | Miss Reynolds               | Apare sub numele Charlotte Considine         |
| 1967 | The Girl with the Hungry Eyes      | membră a grupului The Girls |                                              |
| 1968 | Speedway                           | Lori                        | Apare sub numele Charlotte Considine         |
| 1970 | The Cheyenne Social Club           | Mae                         |                                              |
| 1977 | Eraserhead                         | Mary X                      |                                              |
| 1981 | Buddy Buddy                        | Nurse                       |                                              |
| 1982 | Human Highway                      | Charlotte Goodnight         |                                              |
| 1984 | Irreconcilable Differences         | Sally                       |                                              |
| 1985 | UFOria                             | prietena lui Brother Roy    |                                              |
| 1989 | Journey to the Center of the Earth | mama                        |                                              |
| 1990 | Tremors                            | Nancy Sterngood             |                                              |
| 1992 | Twin Peaks: Fire Walk with Me      | Betty Briggs                | Scene eliminate                              |
| 1994 | Dark Angel: The Ascent             | Mother Theresa              |                                              |
| 1998 | Slums of Beverly Hills             | Landlady                    |                                              |
| 1999 | Desert Son                         | Audrey                      |                                              |
| 2000 | Puppy Love                         | Edna Luster                 | Scrutmetraj                                  |
| 2001 | Tremors 3: Back to Perfection      | Nancy Sterngood             | Direct-to-video                              |
| 2009 | The Inner Circle                   | Sister Angeline             |                                              |
| 2010 | Mayfly                             | Barbara                     | Scurtmetraj                                  |

### Seriale
| An   | Serial                      | Rol              | Note                                                   |
| ---- | --------------------------- | ---------------- | ------------------------------------------------------ |
| 1961 | My Three Sons               | Agnes Finley     |                                                        |
| 1961 | Bachelor Father             | Maybelle         |                                                        |
| 1968 | Hawaii Five-O               | Ann              | episodul: "They Painted Daisies on His Coffin"         |
| 1968 | Gunsmoke                    | Iris             | episodul: "Lyle's Kid", sub numele Charlotte Considine |
| 1969 | Bonanza                     | Lisa Campbell    | episodul: "The Stalker"                                |
| 1969 | Then Came Bronson           | Lori             | episodul "A Famine Where Abundance Lies"               |
| 1971 | Mannix                      | Barbara          | episodul: "Run till Dark"                              |
| 1971 | Bonanza                     | Betsy Rush       | episodul: "The Grand Swing"                            |
| 1972 | McMillan & Wife             | Sheila           | episodul: "Terror Times Two"                           |
| 1972 | The Waltons                 | Ruth             | Episodul pilot: "The Foundling"                        |
| 1972 | The F.B.I.                  | Helen Simms      | episodul: "A Game of Chess"                            |
| 1973 | Cannon                      | Dawn             | episodul: "Hard Rock Roller Coaster"                   |
| 1974 | Gunsmoke                    | Miss Merkle      |                                                        |
| 1974 | Little House on the Prairie | Eva Beadle Simms | Sezoanele 1-4                                          |
| 1975 | The Nurse Killer            | Suzie            |                                                        |
| 1975 | The Impostor                | Jean Durham      |                                                        |
| 1977 | Murder in Peyton Place      | Denise Haley     | Film de televiziune                                    |
| 1977 | Secrets                     | Phyllis Turner   |                                                        |
| 1978 | Mother, Juggs & Speed       | Iris             | Film de televiziune                                    |
| 1981 | The Princess and the Cabbie | Nurse            |                                                        |
| 1981 | Bitter Harvest              | Mrs Lazlo        | Film de televiziune                                    |
| 1985 | Highway to Heaven           | Cindy            | 2 episoade                                             |
| 1986 | Matlock                     | Mrs. Spellman    |                                                        |
| 1986 | The Young and the Restless  | Tamra Logan      | 12 episoade                                            |
| 1987 | Warm Hearts, Cold Feet      | Nurse #1         |                                                        |
| 1990 | Twin Peaks                  | Betty Briggs     |                                                        |
| 2005 | Cold Case                   | Cindy Balducci   | episodul: "A Perfect Day"                              |
| 2017 | Twin Peaks: The Return      | Betty Briggs     |                                                        |